# مرن رع الثاني
مرن رع الثاني، (بالإنجليزية: Merenre Nemtyemsaf II)‏، هو الفرعون السادس في الأسرة المصرية السادسة. وقد تولى الحكم خلفا لوالده الملك بيبي الثاني. في قائمة تورين ورد لهذا الملك أنه تولى الحكم لمدة عام واحد فقط. وعثر على إسمه بالقرب من هرم نيث المعتقد أنها والدته. فقد كان من المعتقد أن الملكة نيتوكريس هي التي جات بعده على العرش وغالبا كانت زوجته. وقد اكتشف الآن أن المقصود هو نيتي كيرت سبتاح وهو أول ملك من ملوك الأسرة المصرية السابعة.

## مقالات ذات صلة
- الأسرة المصرية السادسة
- قدماء المصريين
- قائمة الفراعنة
- بيبي الثاني